# 石井直人
石井 直人（いしい なおと、1957年 - ）は、日本の文学研究者。白百合女子大学教授。専門は文学社会学、児童文学。
神奈川県出身。早稲田大学大学院文学研究科社会学専攻修士課程修了。社会学専攻だったが、サークルやアルバイトを通じて児童文学に関わり、本田和子『異文化としての子ども』と天澤退二郎『宮沢賢治の彼方へ』の影響で児童文学研究者に転じる。
山口女子大学（現在の山口県立大学）を経て、1996年から白百合女子大学に勤務。

## 著書
- 『ズッコケ三人組の大研究─那須正幹研究読本I』（宮川健郎との共著、ポプラ社、1990年）
- 『ズッコケ三人組の大研究─那須正幹研究読本II』（宮川健郎との共著、ポプラ社、2000年）
- 『ズッコケ三人組の大研究─那須正幹研究読本III』（宮川健郎との共著、ポプラ社、2005年）
- 『現代児童文学の可能性』（研究日本の児童文学4、常光徹・牟田おりえ・浜たかや・藤田のぼる・本田和子との共著、東京書籍、1998年）
- 『はじめて学ぶ日本児童文学史』（鳥越信編、共著、ミネルヴァ書房、2001年）
- 『児童文学連続講座講義録 日本児童文学の流れ』（共著、国立国会図書館国際子ども図書館、2006年）